# Cyrtarachne invenusta
Cyrtarachne invenusta är en spindelart som beskrevs av Tord Tamerlan Teodor Thorell 1891. Cyrtarachne invenusta ingår i släktet Cyrtarachne och familjen hjulspindlar.
Artens utbredningsområde är Nicobarerna. Inga underarter finns listade i Catalogue of Life.